# Bembix albata
Bembix albata  (лат.) — вид песочных ос рода Bembix из подсемейства Bembicinae (Crabronidae). Обнаружены в южной Африке: Намибия, ЮАР. Среднего размера осы: длина тела около 2 см. Тело коренастое, чёрное с развитым жёлтым рисунком. Лабрум вытянут вперёд подобно клюву. Гнездятся на песчаном побережье Атлантического океана. Ассоциированы с растениями Aizoaceae (Mesembryanthema, Brownanthus kuntzei (Schinz) Ihlenf. & Bittrich, Psilocaulon salicornioides (Pax) Schwantes and Drosanthemum sp.); Zygophyllaceae (Zygophyllum clavatum Schltr. & Diels; Zygophyllum stapffii Schinz). Вид был впервые описан в 1929 году энтомологом Дж. Б. Паркером (J. B. Parker) по материалам из Намибии
.